# Трускавець (гміна Вартковіце)
Трускавець (пол. Truskawiec) — село в Польщі, у гміні Вартковиці Поддембицького повіту Лодзинського воєводства.
Населення — 203 особи (2011).
У 1975—1998 роках село належало до Серадзького воєводства.

## Демографія
Демографічна структура станом на 31 березня 2011 року:
|          | Загалом | Допрацездатний вік | Працездатний вік | Постпрацездатний вік |
| -------- | ------- | ------------------ | ---------------- | -------------------- |
| Чоловіки | 98      | 18                 | 68               | 12                   |
| Жінки    | 105     | 27                 | 58               | 20                   |
| Разом    | 203     | 45                 | 126              | 32                   |